# Tartus gamla observatorium
Tartus gamla observatorium (estniska: Tartu Tähetorn, ursprungligt namn på tyska: Die Sternwarte) byggdes för Tartu universitet efter att universitetet åter öppnat 1802. 

## Historia
Observatoriet ritades av Johann Wilhelm von Krause och byggdes 1808–1810 på Toomemägi (Domberget) i Tartu. Från början hade observatoriet ett spegelteleskop, som tillverkats av Wilhelm Herschels verkstad och en akromatiskt teleskop från Trotztop met 1,5 meters brännvidd. År 1814 fick observatoriet en meridiancirkel från Dollond & Aitchison och 1822 ett meridiancirkel från Reichenbachs verkstad i München (Mathematisch-Feinmechanisches Institut).
År 1824 kom en 24 cm Fraunhofer-refraktor, vilket på den tiden gjorde det till det största akromatiska teleskopet i världen. När Struve började sätta samman Struves meridianbåge 1816 blev observatoriet dess första mätpunkt.
Friedrich Georg Wilhelm Struve blev 1818 professor i astronomi i Dorpat (Tartu), där han också studerat och disputerat. Han blev 1820 även chef för observatoriet, och detta blev under hans ledning ett av de ledande astronomiska observatorierna. 
År 1946 skiljdes observatoriet organisatoriskt från Tartus universitet och lades under Estniska vetenskapsakademien. Universitetet byggde 1957 ett nytt observatorium, Tartu observatorium, på kullen Tõravere på universitetsområdet i Nõo kommun utanför Tartu.

## Universitets museer
- Tartu universitetsmuseum
- Tartu universitets naturhistoriska museum
- Tartus gamla anatomiska teater
- Tartu universitets konstmuseum
- Tartu universitets botaniska trädgård

## Bildgalleri

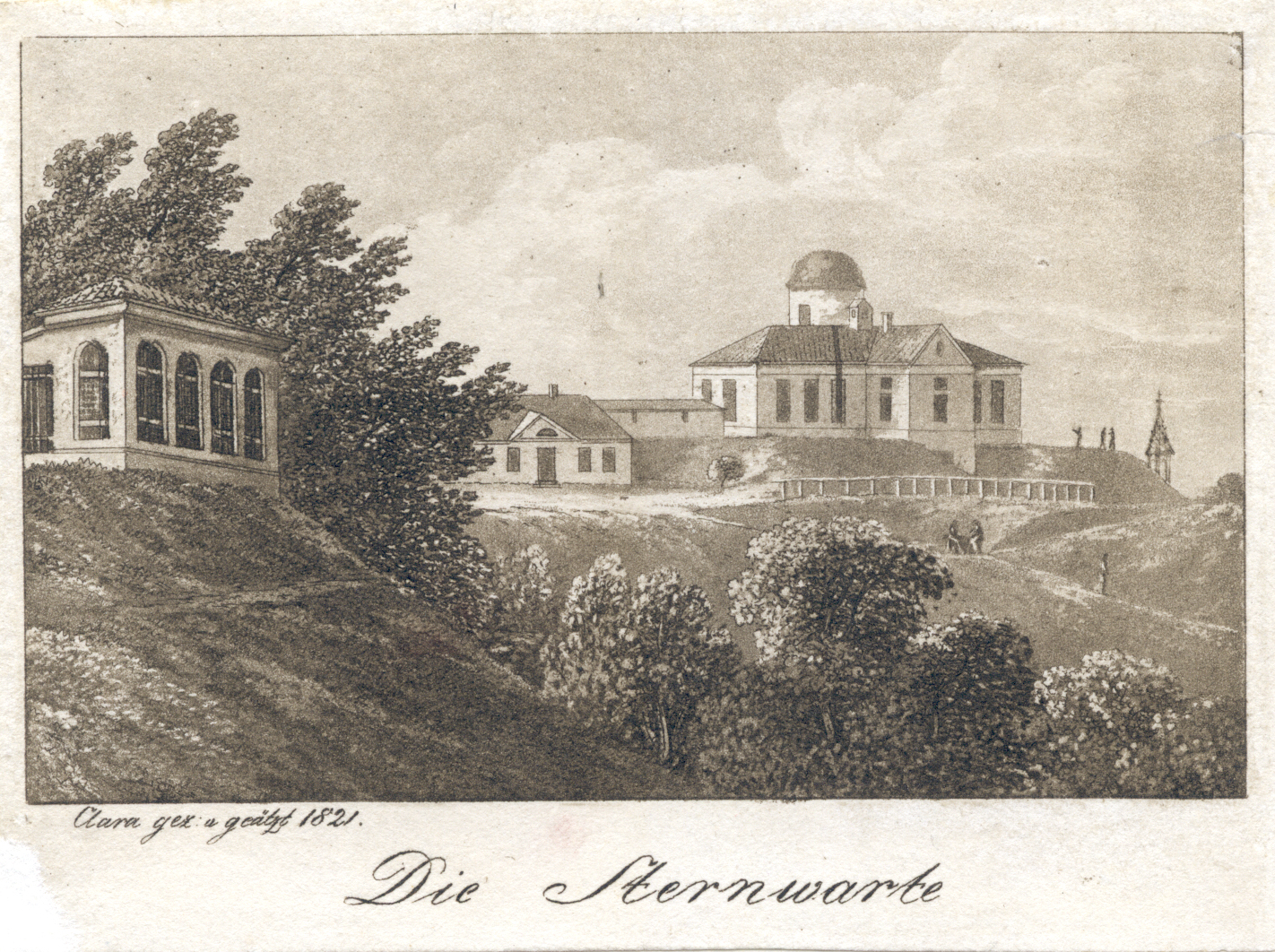
Observatoriet 1821
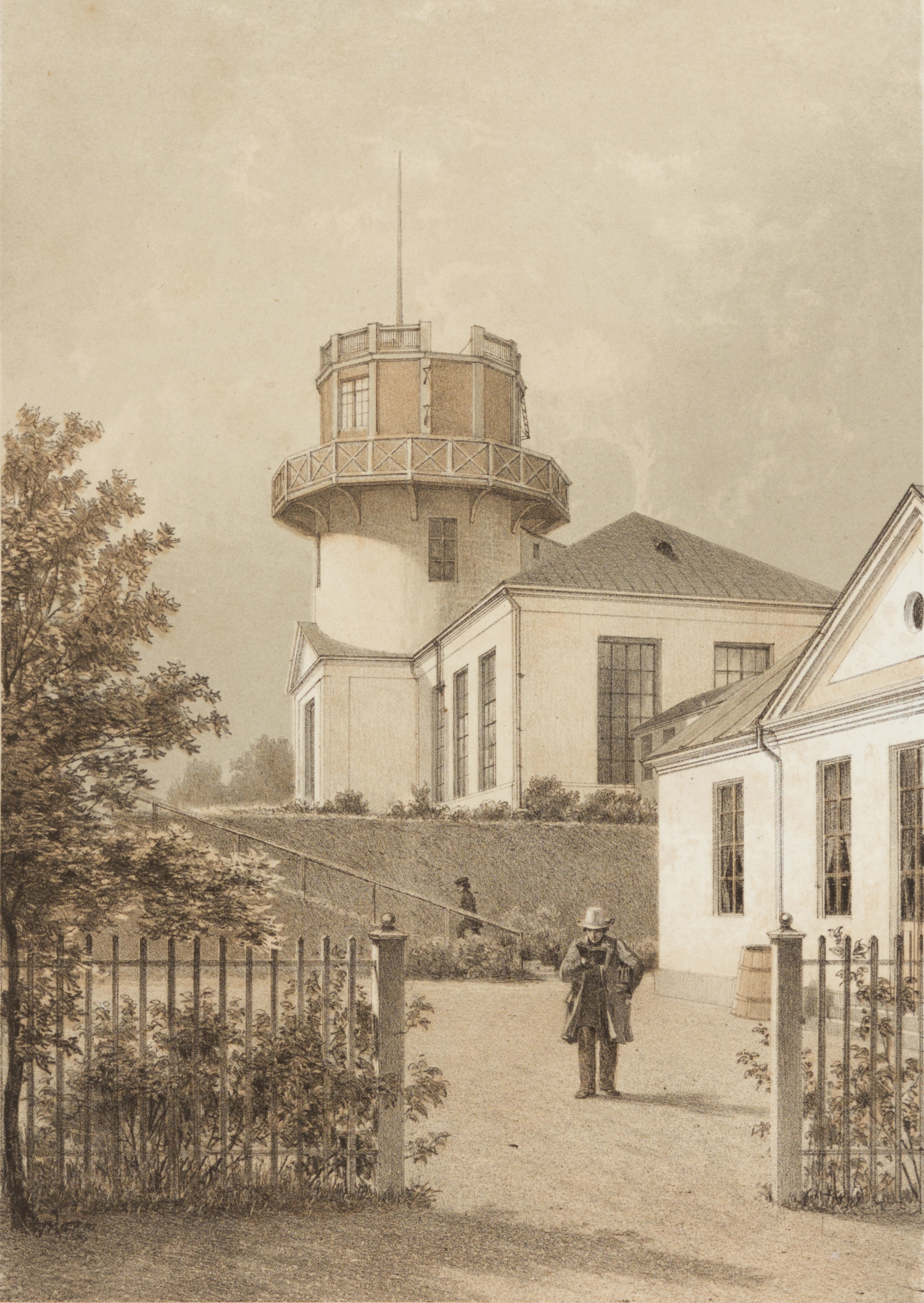
Observatoriet 1860
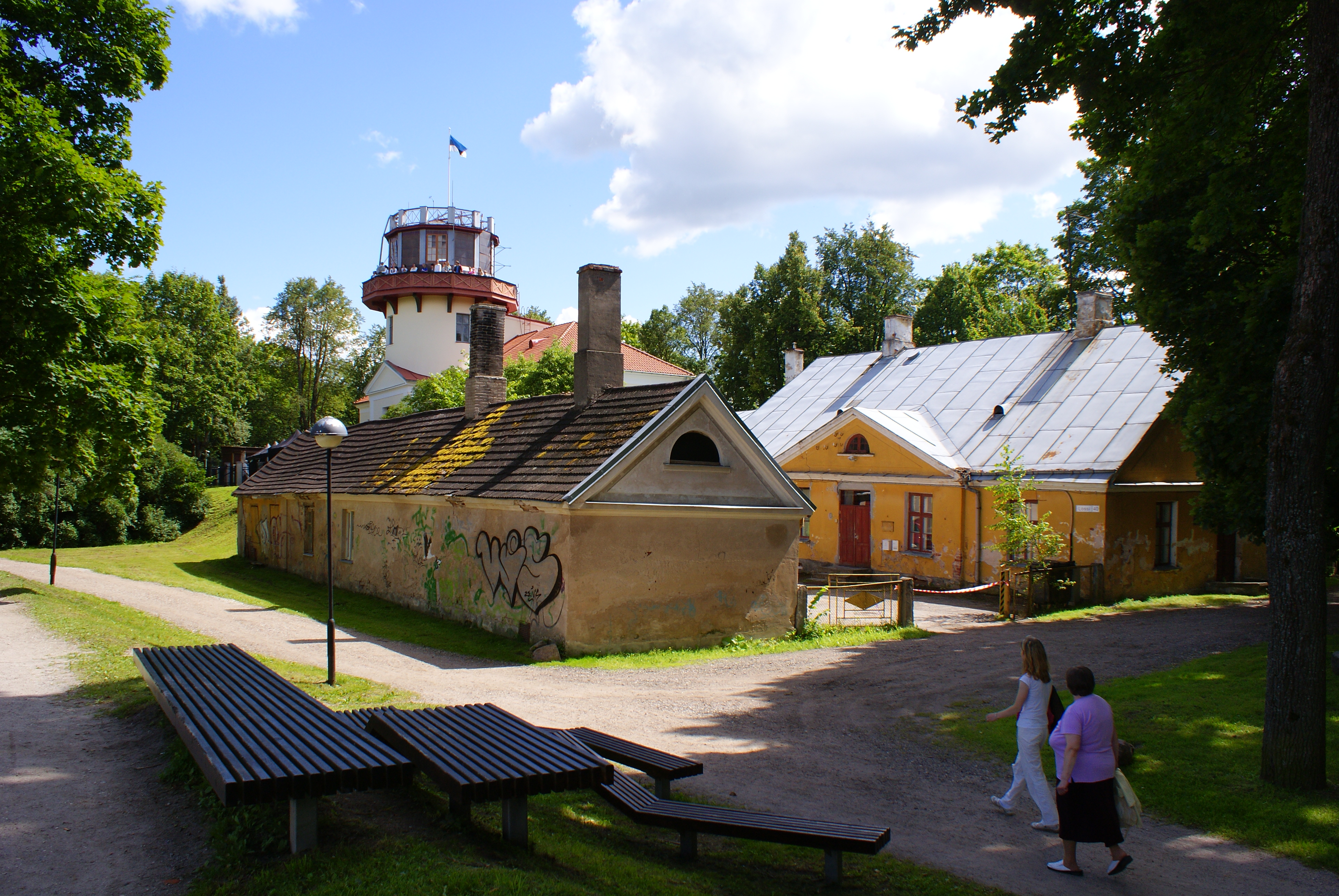
Observatoriemiljön
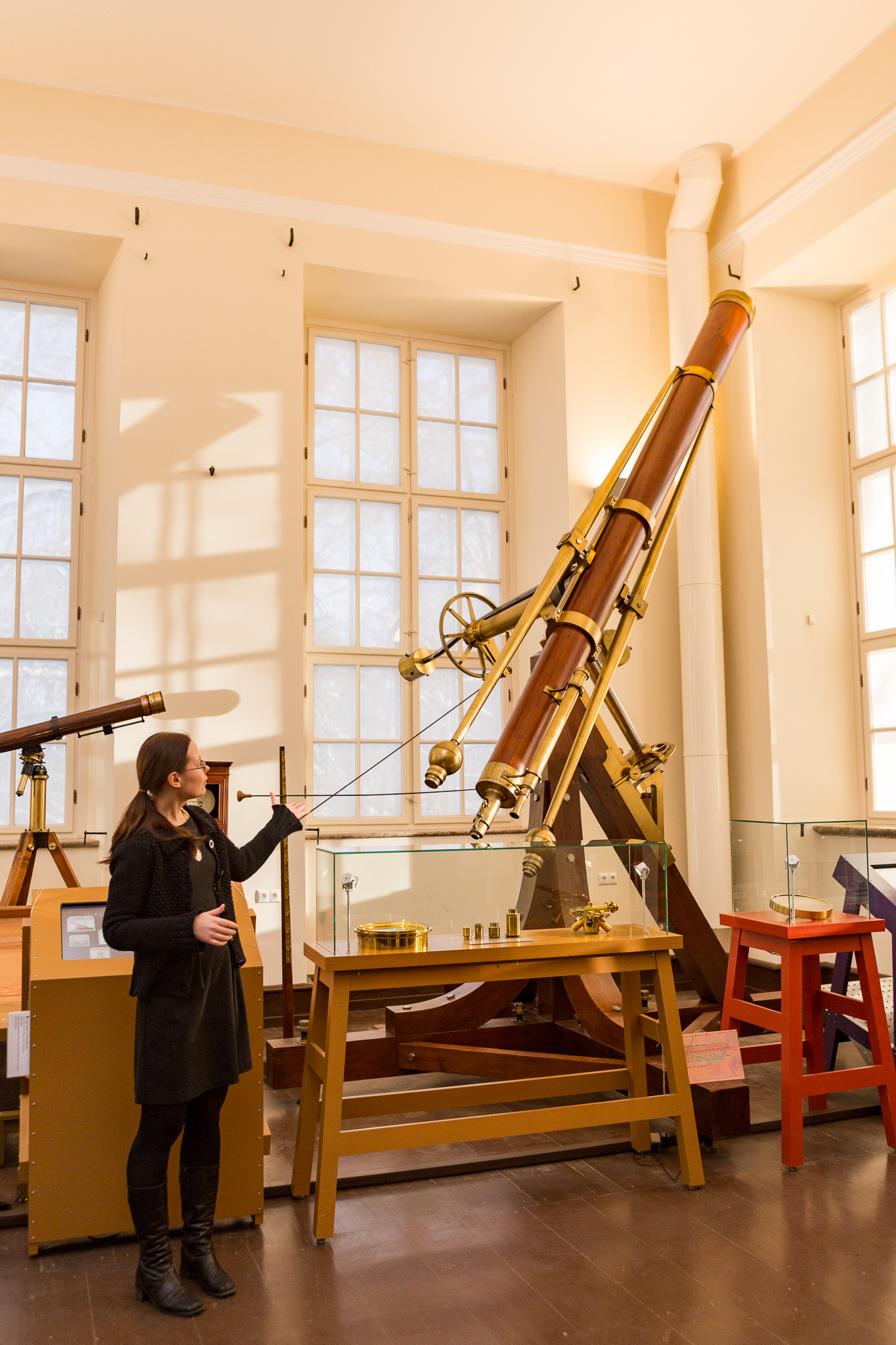
Fraunhoferrefraktorn
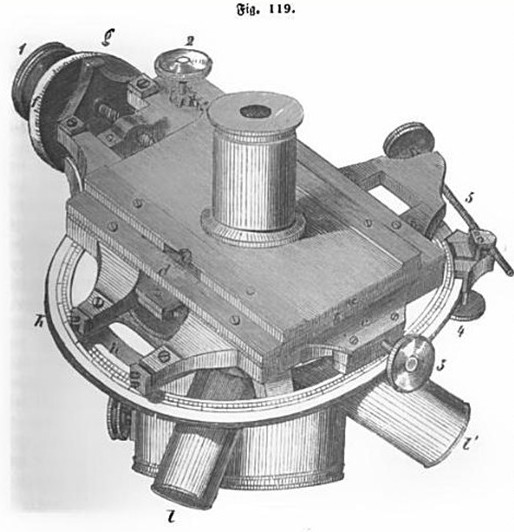
Positionsmikrometer från Fraunhofer-Refraktors i Wien, 1824
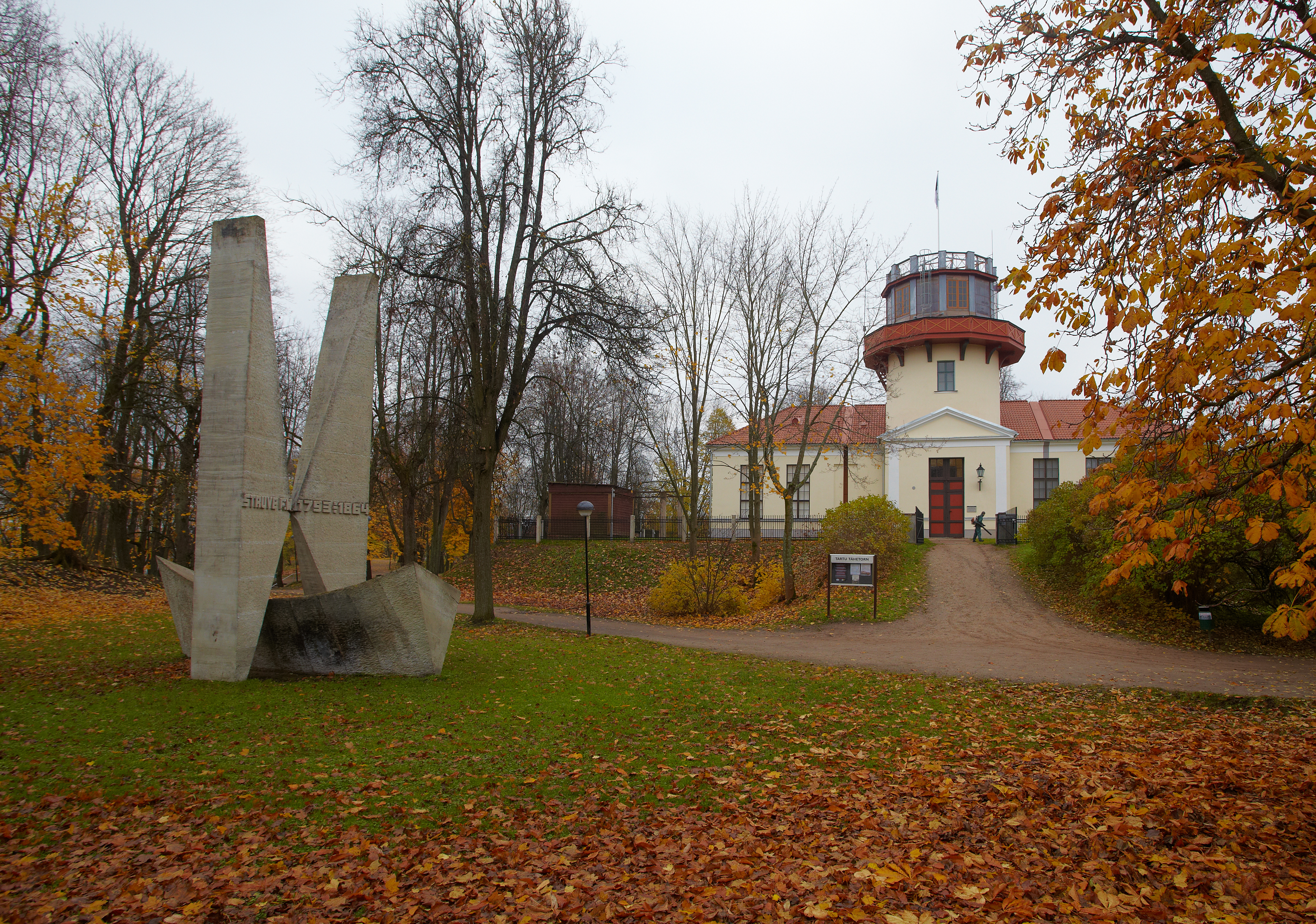
Observatoriet med Struve-monumentet